# Daewoo Nubira
La Daewoo Nubira est une voiture produite par le constructeur automobile sud-coréen GM Daewoo de 1997 à 2008, remplacée ensuite par la Daewoo Lacetti.

## Histoire

### 1997-2003: première génération (J100/J150)

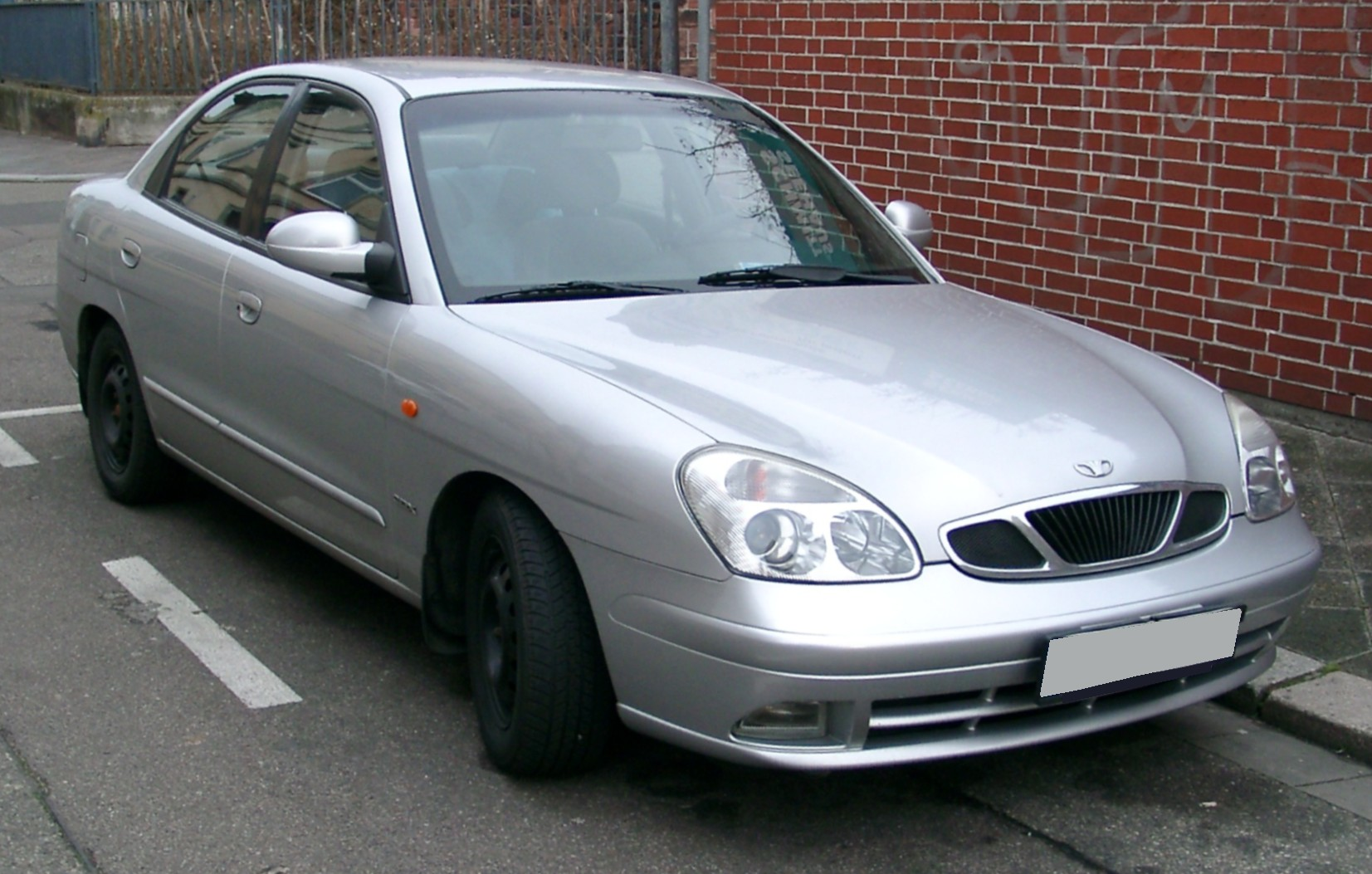
Nubira I phase 2

La première génération (nom de code J100) est lancée en 1997 en tant que Daewoo Nubira. Elle est conçue comme une remplaçante pour la plate-forme de T GM Daewoo Nexia, fondée et conçue par l'Institut italien I.De.A.. Au Viêt Nam, elle est vendue à partir de juillet 1998, avec pour cible le secteur privé et les agences gouvernementales. La J100 est vendue dans le monde jusqu'en 1999.
En 2000, elle connaît un important lifting comprenant plus de 90 améliorations. Elle est relancée, sous le nom de code J150. Sur le marché sud-coréen, J150 est commercialisé sous le nom de Daewoo Nubira II. Parmi les améliorations de la J150 par rapport à la J100 figurent une augmentation de l'espace pour les passagers, une réduction du bruit, des vibrations et de la dureté, notamment du moteur, en ajoutant un quatrième moteur de montage et de réglage de l'absorption de résonateurs. En outre, le design extérieur est remanié par Daewoo au Royaume-Uni, en particulier à l'avant et à l'arrière, pour paraître plus moderne.
Toutes les Nubira ont le choix du 1,6 ou 2,0 litres,. Les moteurs diesels sont inexistants.
La Nubira est vendue aux États-Unis et au Canada de 1999 à 2002. Dans ses versions J100/J150, la Nubira est produite et commercialisée de 1997 à 2002 à l'échelle internationale.

### 2003-2008: deuxième génération (J200)
En 2003, elle est remplacée remplacé par la Daewoo Lacetti (modèle J200), un nouveau design berline réalisé par Pininfarina est dévoilé, et la gamme est élargie. Toutefois, dans certains marchés européens, le nom Nubira est conservé pour la berline et le break.
Elle est brièvement produite à partir de kits Complete Knock Down à Taganrog, en Russie, puis commercialisée sous la marque Doninvest Orion.
Jusqu'en 2008, la Daewoo Lacetti est produite en Roumanie, dans une ancienne usine Daewoo ayant la licence de GM Daewoo. La Daewoo Lacetti est encore produite en Égypte, en 2008, dans une ancienne usine de Daewoo, elle aussi sous cette licence.

## Vente sous d'autres noms
La Daewoo Nubira II connaît une carrière internationale sous divers noms et marques.
Dans son pays d'origine, la Corée du Sud, la Daewoo Nubira II est nommée Daewoo Lacetti. Elle est vendue de 2002 à 2009, sous trois carrosseries : berlines quatre et cinq portes et break. Elle est remplacée par la Daewoo Lacetti Première fin 2008.
En Europe, la Nubira est vendue sous la marque Daewoo entre 2003 et 2005, puis en tant que Chevrolet de 2005 à 2009. En Europe de l'Est, elle devient la Chevrolet Lacetti.
En Amérique du Nord, la Daewoo Nubira II est vendue sous le nom de Chevrolet Optra au Canada, ou chez Suzuki sous le nom de Suzuki Forenza aux États-Unis. La Chevrolet Optra est aussi distribuée en Inde, au Japon et dans d'autres marchés du sud-est asiatique.
En Australie et Nouvelle-Zélande, elle est vendue sous le nom de Holden Viva.
Enfin, la Daewoo Nubira est aussi vendue en Chine entre 2003 et 2016 sous le nom de Buick Excelle. Elle devient la Buick la plus vendue dans ce pays.

## Galerie

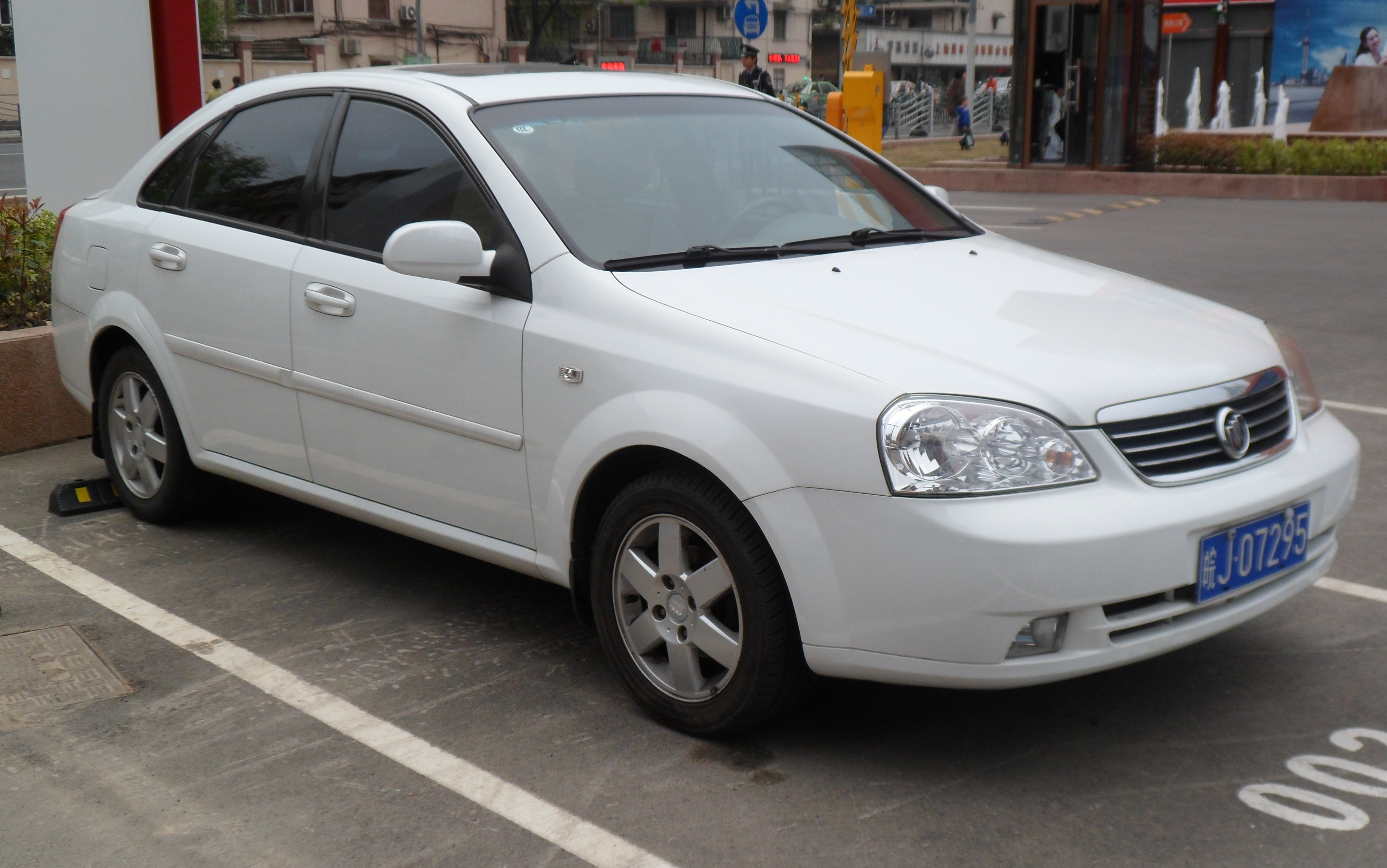
Buick Excelle (2003-2009, Chine)
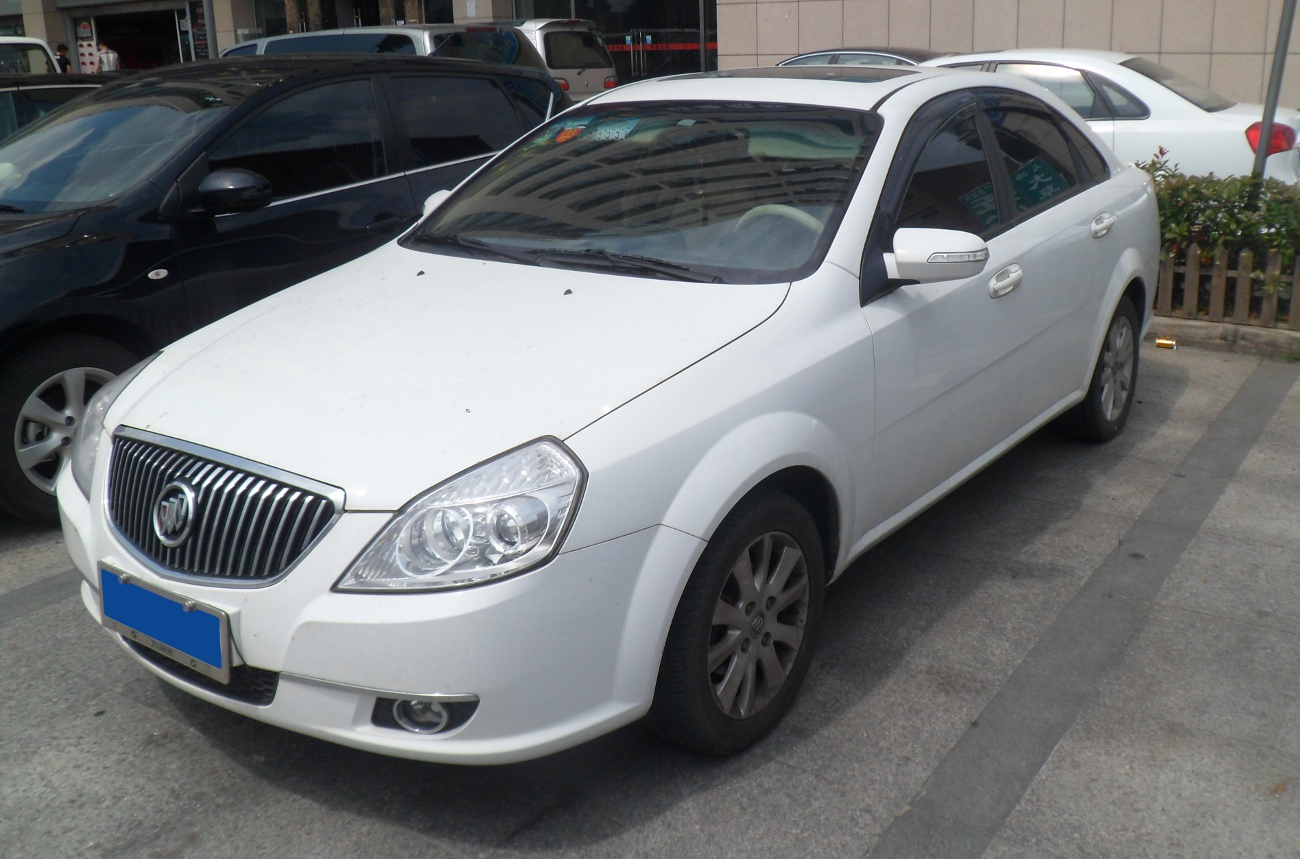
Buick Excelle (2009-2013, Chine)
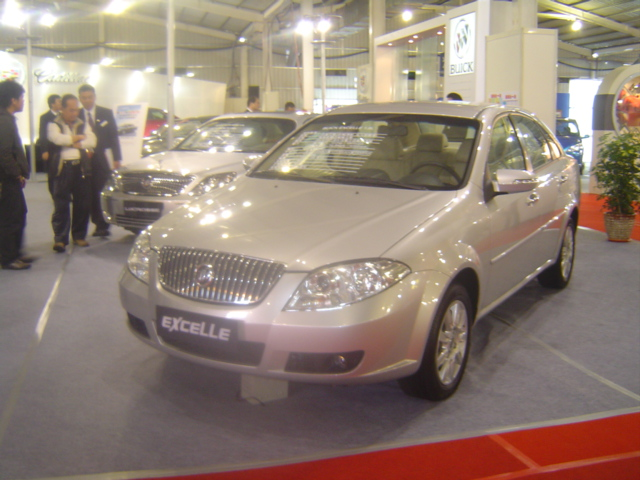
Buick Excelle (Taïwan)
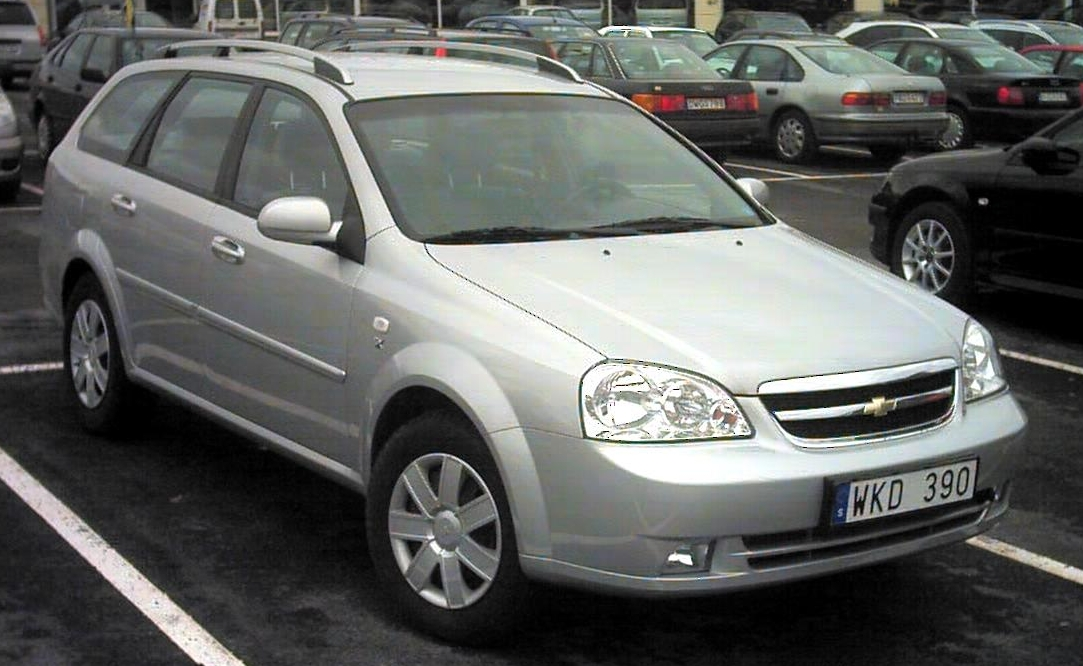
Chevrolet Nubira SW (Europe)
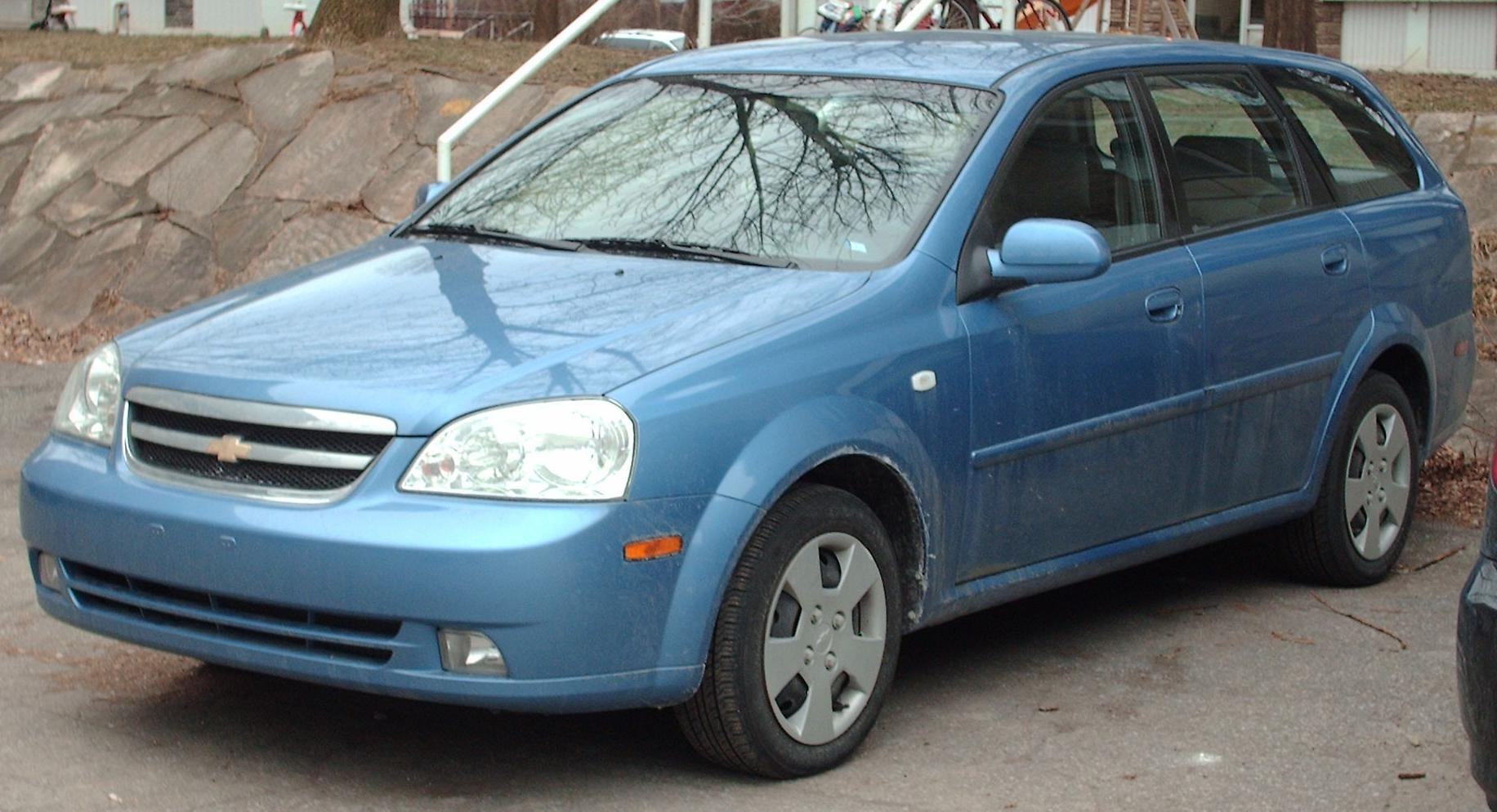
Chevrolet Optra SW (Canada)
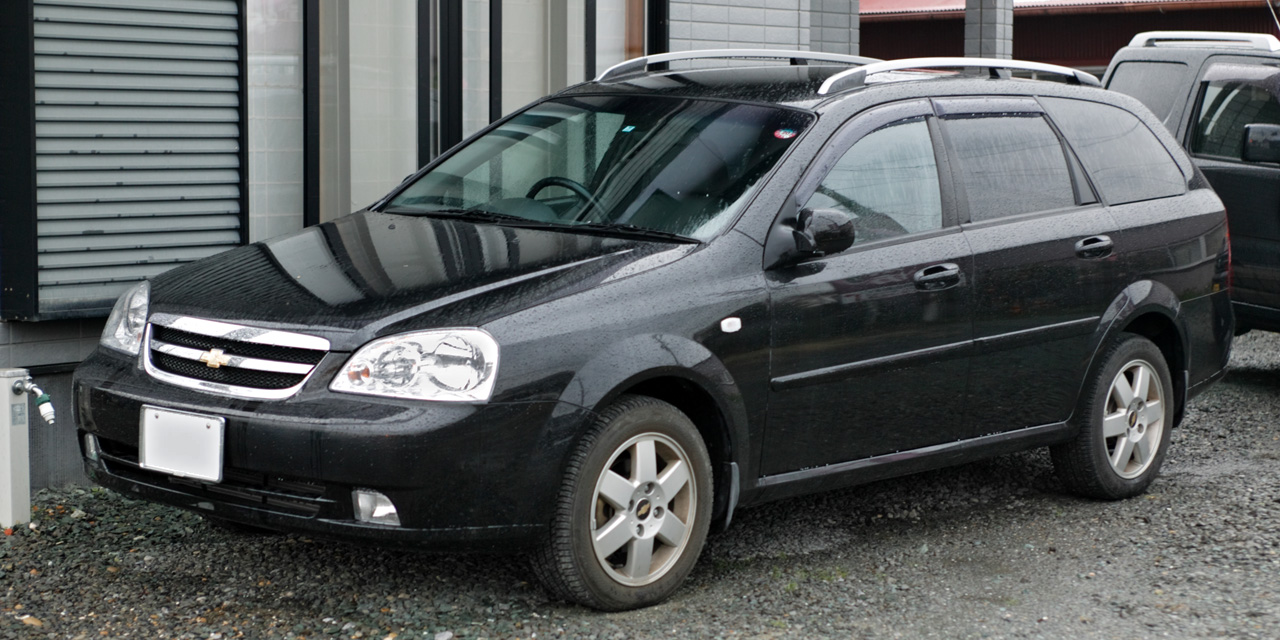
Chevrolet Optra Wagon (Japon)
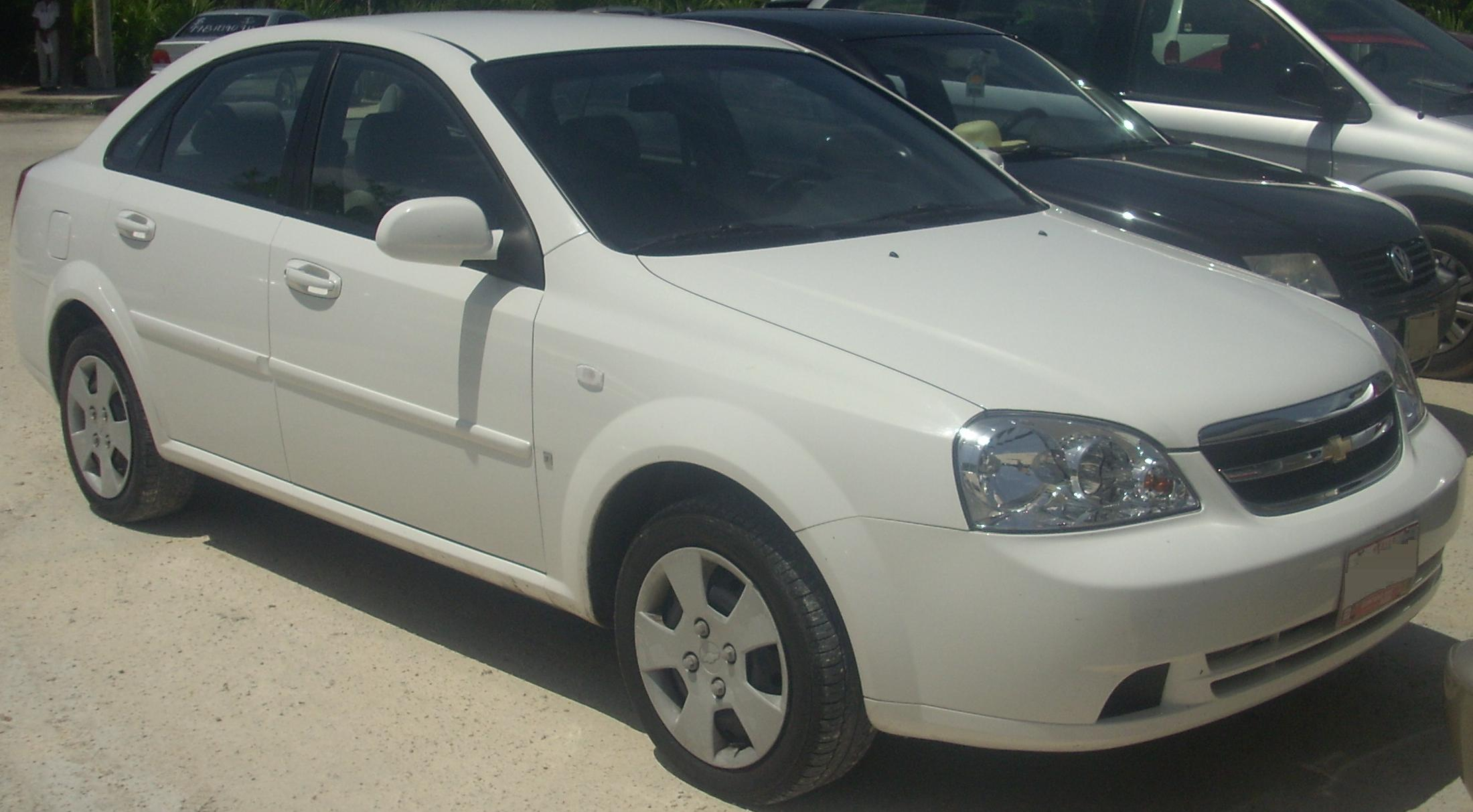
Chevrolet Optra (Mexique)
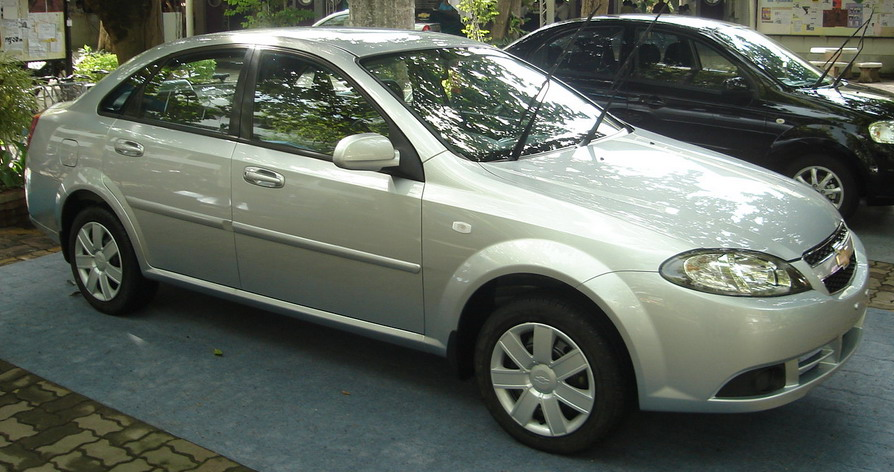
Chevrolet Optra phase II (Thailande)
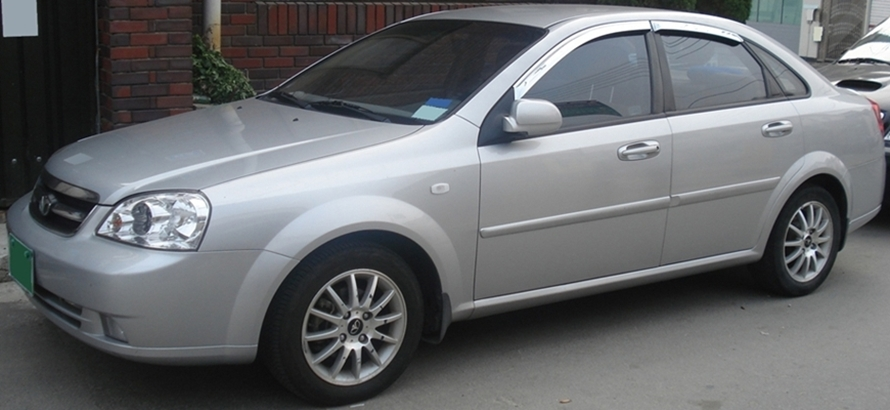
Daewoo Lacetti phase II (Corée)
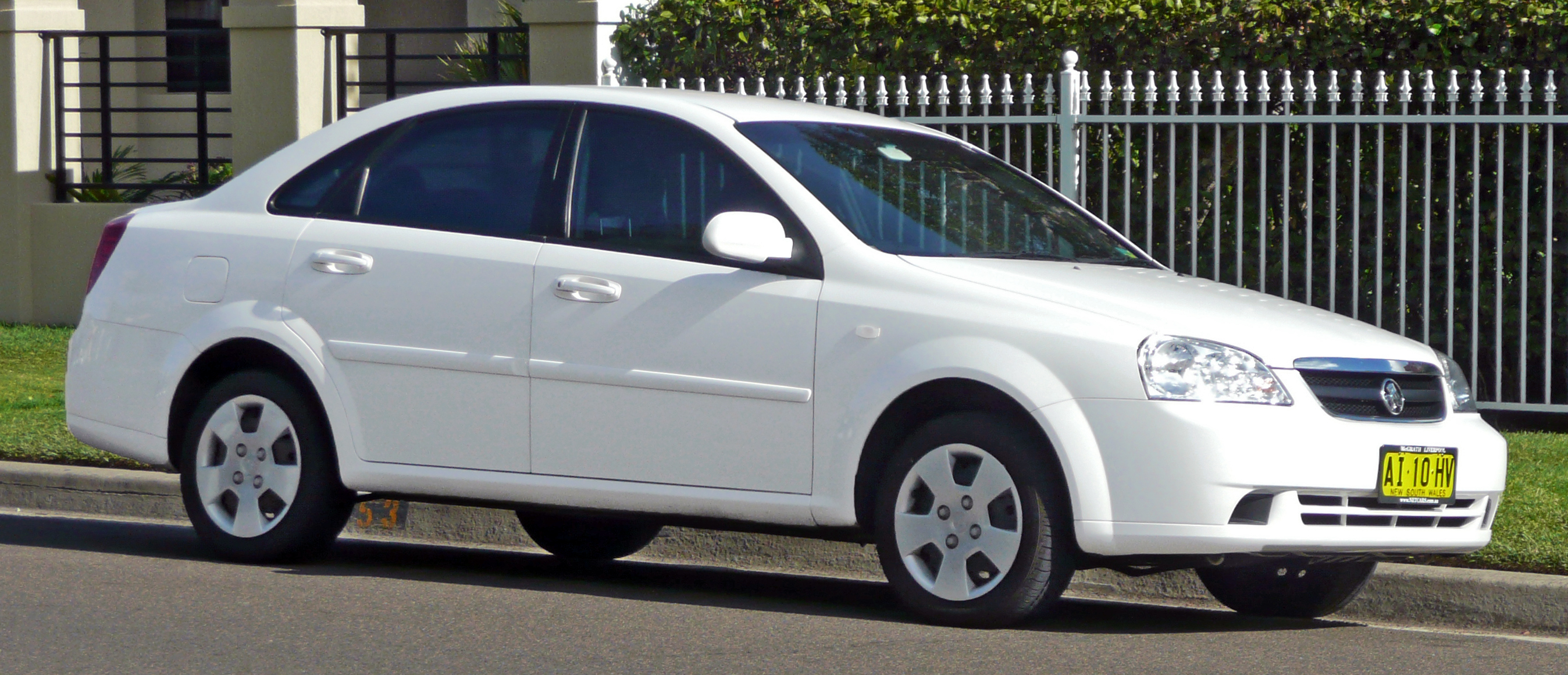
Holden Viva (Australie)
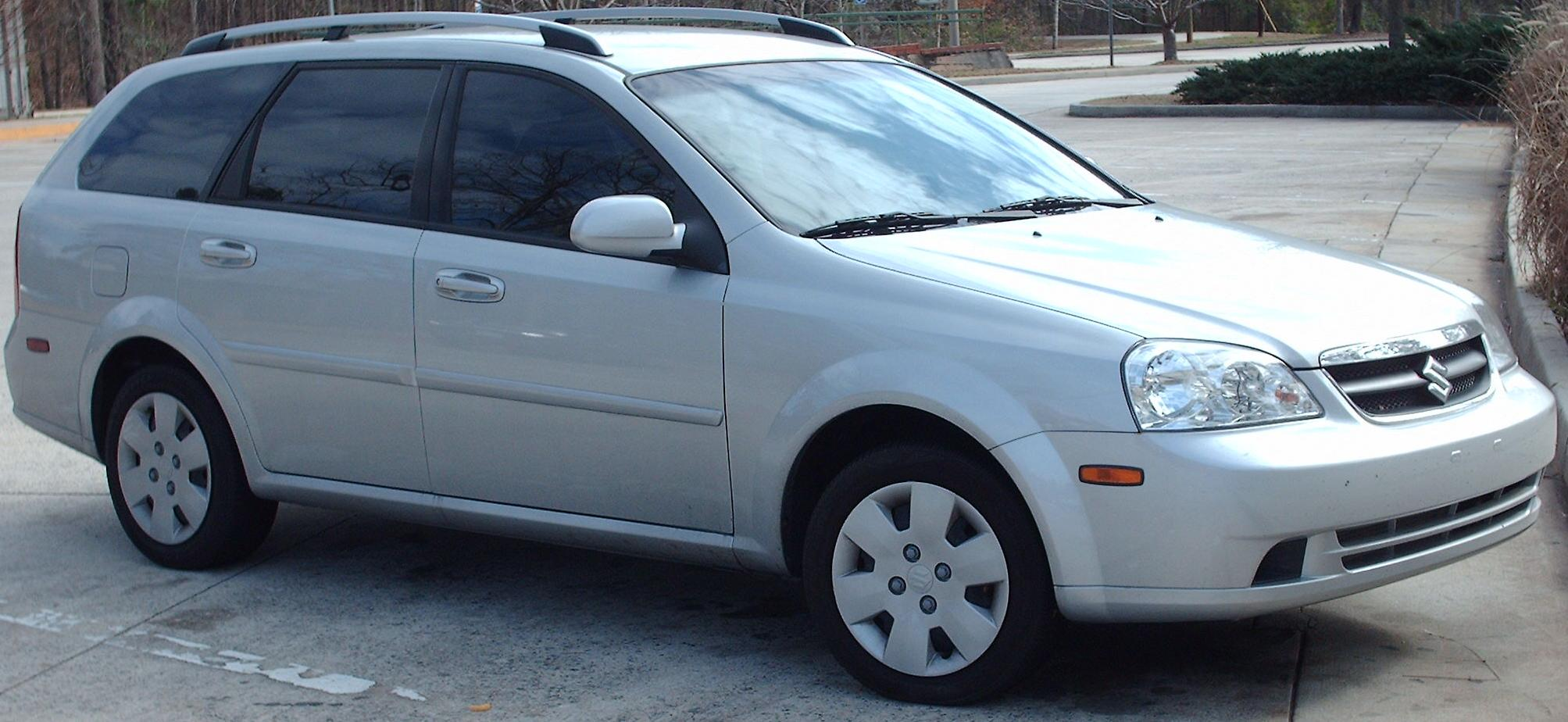
Suzuki Forenza Wagon phase II (USA)